# Philipp Ungeheuer
Philipp Maximilian Ungeheuer (* 12. August 1986 in Graz, Österreich) ist ein deutscher Schauspieler. Seine Karriere begann er als klassischer Theaterschauspieler; seit 2010 übernimmt er auch Filmrollen.

## Leben
Philipp Ungeheuer verbrachte seine Kindheit und Jugend in Kaufbeuren, Bayern, wo er das Jakob-Brucker-Gymnasium besuchte. Während seiner Schulzeit verbrachte er ein Jahr in den USA. Nach dem Abitur begann er im Jahr 2007 seine Schauspielerausbildung an der renommierten Schauspielschule Charlottenburg. Diese schloss er Anfang 2010 erfolgreich mit dem Abschlussdiplom als Bühnendarsteller ab.
Seine ersten großen Rollen spielte er während eines Aufenthaltes in den USA in der Spielzeit 2002/03 am Fox Theater in Atlanta, Georgia, wo er unter der Regie von Sande Oliver zunächst die Rolle des Adam in Mark Twains Kurzgeschichte Extracts from Adam’s Diary übernahm. Unter dessen Regie spielte er ferner den Biff Jackson in 1940’s Radio Hour nach Walton Jones. Er spielte auch die Rolle des Jim in You Can’t Take it With You nach Jane Tomlinsons Memoiren unter der Regie von Jake Dreiling.
Von Mai bis August 2006 ging er mit einem Ensemble um die Regisseurin Cordula Trantow auf Deutschlandtournee. Ungeheuer spielte den Romeo in William Shakespeares Liebesdrama Romeo und Julia. Die Aufführung wurde auch im Theaterkanal des ZDF gezeigt. Das ZDF bezeichnete Ungeheuer in der Programmvorstellung als „hochbegabten Schauspieler“. Die weibliche Hauptrolle der Julia wurde von Cosma Shiva Hagen übernommen. Ferner wirkten darin Claude-Oliver Rudolph als Fürst Escalus, Fred Alexander als Pater und Veronika Faber als Amme mit.
Von 2007 bis 2010 war Philipp Ungeheuer ständiger Schauspieler am Studiotheater Charlottenburg in Berlin. Während dieser Zeit spielte er unter anderem den Bruno in Martin Heckmanns Kommt ein Mann zur Welt (Regie: Heidemarie Schneider), den Wlas in Maxim Gorkis Die Sommergäste (Regie: Frank Riede), den Othello in William Shakespeares Othello (Regie: Heidemarie Schneider).
Im Januar 2010 spielte er am Schloßparktheater in Berlin die Rolle des Marc, eines „wilden Kerls“, „nichtsnutzigen Schmarotzer-Freunds“ und „Mehr-Night-Stands“ der Hauptrolle Sophie in der Uraufführung des Theaterstücks Die Nadel der Kleopatra von Philipp Moog und Frank Röth. Die weibliche Hauptrolle übernahm wiederum Cosma Shiva Hagen. Weitere Rollen übernahmen Ingrid van Bergen und Marco Hofschneider. Mit diesem Stück ging Ungeheuer 2010 auch auf Tournee. Ab Beginn der Spielzeit 2010/11 hatte er erneut die Hauptrolle des Marc in Die Nadel der Kleopatra inne.

## Filmografie
- 2008: Austern „rot-weiss“ (BTK Hochschule, Berlin)
- 2010: Die Wahrheit (Regie: Jeshua Dreyfuss)
- 2010: Die Gehaltserhöhung (Regie: Robert Jäger)
- 2010: Ein Plan ohne Folgen (Regie: Robert Jäger)
- 2010: Clearing Waters (Duke University Film Department)
- 2011: Music. Love. Wasted. (Regie: Charlotte Jankowski & Andreas M. Ratti)